# Phrurotimpus certus
Phrurotimpus certus là một loài nhện trong họ Phrurolithidae.
Loài này thuộc chi Phrurotimpus. Phrurotimpus certus được Willis J. Gertsch miêu tả năm 1941.